# Veslački klub Jadran Zadar
Veslački klub 'Jadran' Zadar je osnovan 1908. godine. 
Klub je član  Hrvatskog veslačkog saveza.

## Klupski uspjesi

### Domaći uspjesi
Jadranovi veslači su na hrvatskim prvenstvima u osmercu 4 puta bili prvacima u svim dobnim kategorijama u istoj sezoni. Osim toga, u seniorskoj su konkurenciji bili prvacima 13 puta, od toga 10 puta uzastopno (do 2006.).

### Međunarodni uspjesi
Jadranovi veslači su sudjelovali na svim Olimpijskim igrama otkad se Hrvatska osamostalila, uz iznimku pekinških OI 2008. Broncu je osvojio Branimir Vujević u osmercu na OI 2000. u Sidneyu.

## Zanimljivosti
Hrvatska pjesnikinja Milena Rakvin-Mišlov je napisala pjesmu Veslačima zadarskog Jadrana.

## Vanjske poveznice
- Veslački klub Jadran - Zadar